# Landtag Schwarzburg-Rudolstadt (1845–1848)
Dieser Artikel behandelt den fünften Landtag Schwarzburg-Rudolstadt 1845 bis 1848.

## Landtag
Der fünfte Landtag Schwarzburg-Rudolstadt wurde 1844/1845 gewählt.
Als Abgeordnete wurden gewählt:
| Name                               | Wohnort/Rittergut   | Kurie              | Wahlkreis                                        | Anmerkung                     |
| ---------------------------------- | ------------------- | ------------------ | ------------------------------------------------ | ----------------------------- |
| Johann Friedrich Carl Beythan      | auf Geilsdorf       | Rittergutsbesitzer | Oberherrschaft                                   |                               |
| Johann Christian Paul Bohn         | Königsee            | Städte             | Königsee                                         |                               |
| Friedrich Andreas Eckold           | Stadtilm            | Städte             | Ilm                                              |                               |
| Karl Friedrich Engelhardt          | auf Reschwitz       | Rittergutsbesitzer | Oberherrschaft                                   |                               |
| Johann August Theodor Frantz       | auf Rottleben       | Rittergutsbesitzer | Unterherrschaft                                  |                               |
| Friedrich Andreas Herr             | Eichfeld            | Landgemeinden      | Ämter Rudolstadt und Blankenburg                 |                               |
| Carl Eduard Hopfe                  | Oberweißbach        | Landgemeinden      | Ämter Schwarzburg und Unterweißbach              |                               |
| Johann Heinrich Christian Koch     | Rottleben           | Landgemeinden      | Unterherrschaft                                  | Verstorben am 30. Januar 1846 |
| Carl August Kuhn                   | Unterloquitz        | Landgemeinden      | Ämter Leutenberg und Könitz                      |                               |
| Johann Friedrich Lauterbach        | Oberilm             | Landgemeinden      | Ämter Ilm, Ehrenstein, Paulinzella und Seebergen |                               |
| Friedrich Anton Lincke             | Rudolstadt          | Städte             | Rudolstadt                                       |                               |
| Franz Friedrich Eduard Mackeldey   | auf Schwarza        | Rittergutsbesitzer | Oberherrschaft                                   |                               |
| Johann Gottfried Makarius von Rein | Leutenberg          | Städte             | Leutenberg, Blankenburg und Teichel              |                               |
| Karl August Alexander von Schade   | auf Kleinliebringen | Rittergutsbesitzer | Oberherrschaft                                   |                               |
| Johann Carl Gottlieb Schartow      | Frankenhausen       | Städte             | Frankenhausen                                    |                               |

Fürst Friedrich Günther bestimmte mit fürstlichem Dekret Ludwig (Louis) Carl August Freiherr von Ketelhodt und Julius von Röder zu Landtagskommissaren und damit auch zum Parlamentspräsidenten.
Der Landtag kam zwischen dem 17. Oktober 1845 und dem 23. Dezember 1845 zu 19 Plenarsitzungen zusammen. Zwischen dem 18. Und 24. November fanden vier weitere inoffizielle Plenarsitzung statt, die nicht unter der Leitung der Landtagskommissare standen. In den Folgejahren trat der Landtag nicht mehr zusammen. Für die laufenden Geschäfte wurde ein Landtagsausschuss gewählt der sich aus folgenden Abgeordneten zusammensetzte:
| Jahr | Mitglied   | Mitglied | Mitglied   |
| ---- | ---------- | -------- | ---------- |
| 1846 | Mackeldey  | Eckoldt  | Kuhn       |
| 1847 | von Schade | Bohn     | Hopfe      |
| 1848 | Beythan    | Schartow | Herre      |
| 1849 | Engelhardt | von Rein | (Koch)     |
| 1850 | Frantz     | Lincke   | Lauterbach |

Letztmals wurde der Landesausschuss 1847 einberufen. Aufgrund der Märzrevolution wurde der Landtag mit Höchster Resolution wegen Auflösung des bisherigen Landtags und Einberufung neuer Ständemitglieder vom 27. März 1848 aufgehoben.